# Commedia dell'arte

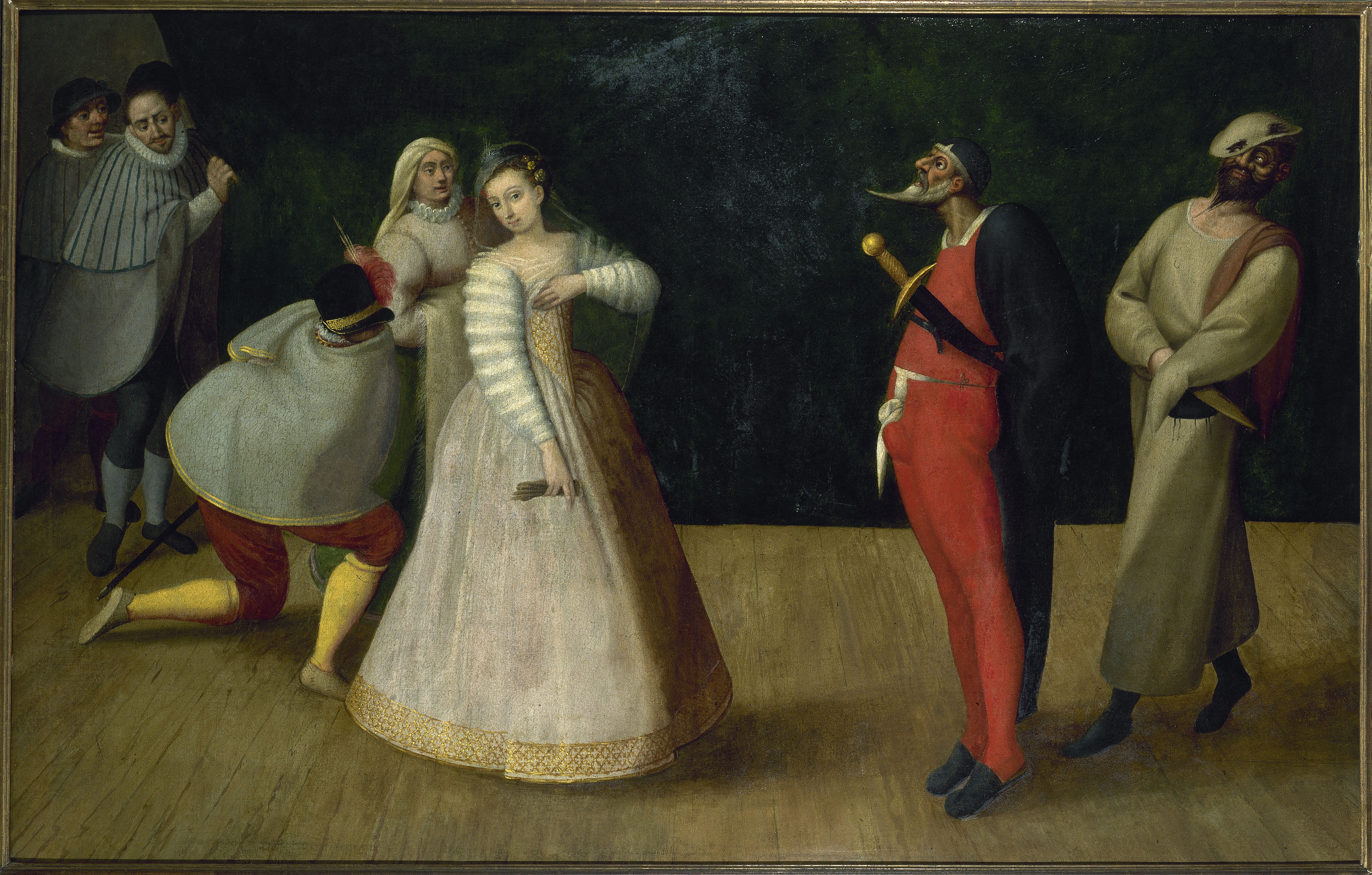
Maschere della Commedia dell'arte (forse attori della Compagnia dei Gelosi). Anonimo fiammingo, 1580 ca.

La commedia dell'arte è una forma di spettacolo nata in Italia nel XVI secolo, che si distingue dagli altri generi teatrali del tempo per il professionismo degli attori. È rimasta popolare fino alla metà del XVIII secolo, anni della riforma goldoniana della commedia. Non si trattava di un genere teatrale, bensì di una diversa modalità di produzione degli spettacoli. Le rappresentazioni non erano basate su copioni definiti, ma su dei canovacci, detti anche scenari, che fornivano unicamente indicazioni sull'azione e sui lazzi (interventi comici slegati dal resto della commedia, con il solo scopo di far ridere), mentre il resto dello spettacolo era affidato all'improvvisazione. Un altro elemento caratteristico della commedia dell'arte è la presenza di caratteri fissi, ovvero personaggi con le medesime caratteristiche che si ripetono nelle diverse rappresentazioni. In origine, le rappresentazioni erano tenute all'aperto con una scenografia fatta di pochi oggetti.
All'estero era conosciuta come "Commedia italiana". Nella loro formula spettacolare, i comici della Commedia dell'Arte introdussero un elemento nuovo di portata dirompente e rivoluzionaria: la presenza delle donne sul palcoscenico. In un contratto stipulato con un notaio di Roma il 10 ottobre 1564, si ha la prima apparizione documentata di una donna: la "signora Lucrezia Di Siena" ingaggiata da una compagnia che si proponeva di far commedie nel periodo di carnevale, probabilmente un personaggio di elevata cultura in grado di comporre versi e di suonare strumenti. Solo alla fine del secolo le donne avrebbero preso posto a pieno titolo nelle compagnie teatrali.
La denominazione veniva sostituita con altre: commedia all'improvviso (o improvvisa), commedia a braccio o commedia degli Zanni. Il nome "arte", nel Medioevo, significava "mestiere", "professione": quello del teatrante, infatti, con la commedia dell'arte diventa un vero e proprio mestiere. Bisogna però specificare che era considerato come tale, non per le compagnie amatoriali, ma solo per quelle compagnie associate che venivano riconosciute dai ducati e avevano un vero e proprio statuto di leggi e regole. Grazie a queste ultime, le compagnie associate sottomettevano le altre che venivano definite "ruba piazze".

## Origine

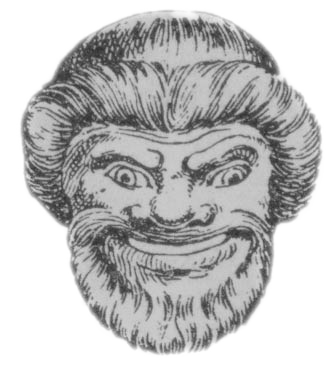
Antica maschera

La prima volta che s'incontra la definizione di commedia dell'arte è nel 1750 nella commedia Il teatro comico di Carlo Goldoni. L'autore veneziano parla di quegli attori che recitano "le commedie dell'arte" usando delle maschere e improvvisano le loro parti, riferendosi al coinvolgimento di attori professionisti (per la prima volta nel Teatro Occidentale abbiamo compagnie di attori professionisti, non più dunque dilettanti), ed usa la parola "arte" nell'accezione di professione, mestiere, ovvero l'insieme di quanti esercitano tale professione. Commedia dell'arte dunque come "commedia della professione" o "dei professionisti". In effetti in italiano il termine "arte" ha due significati: quello di opera dell'ingegno ma anche quello di mestiere, lavoro, professione (le Corporazioni delle arti e mestieri).
Il trapasso dalla commedia rinascimentale, umanistica ed erudita alla commedia dell'arte avviene tra la fine del XVI e l'inizio del XVII secolo grazie ad una serie di contingenze fortunate che si susseguono intorno a quegli anni, non ultime le condizioni politiche e sociali che sconsigliavano una produzione teatrale incentrata sui contenuti, sull'impegno politico e sulla polemica sociale.
La commedia dell'arte affonda le sue radici nella tradizione dei giullari e dei saltimbanchi medievali che, in occasione di ricorrenze festive o del carnevale, allietavano corti e piazze con farse, mariazzi (grottesche scenette di vita matrimoniale), "barcellette" (da cui la moderna barzelletta), raccontate e mimate da attori solisti, e con il loro "ridicoloso" modo di parlare, muoversi e vestirsi.

### Nascita dei teatri a pagamento
La prima contingenza fu la nascita dei teatri privati, specialmente a Venezia dove le famiglie nobili iniziano una politica di diffusione, all'interno della città, di nuovi spazi spettacolari dedicati alla recitazione di commedie e melodrammi a pagamento.
Per la prima volta le famiglie Tron e Michiel fecero costruire due "Stanze" per le commedie nella zona di San Cassiano, da cui i teatri presero il nome, che si trovava oltre Rialto, e per la prima volta (sicuramente dopo il 1581, com'è testimoniato da Francesco Sansovino, figlio dell'architetto Jacopo Sansovino.), i due teatri aprono anche al pubblico popolare, da sempre escluso dagli spettacoli eruditi, prodotti per i principi e le loro corti. Presso i teatri di San Cassiano, nel 1637 venne messa in scena L'Andromeda a cura di Francesco Manelli e Benedetto Ferrari, dando vita all'opera in musica.
Sulla scia dei teatri di San Cassiano anche altre nobili famiglie veneziane si cimentarono nella costituzione di questa nuova industria, cosa che d'altra parte non stupisce visto la predisposizione mercantile ed imprenditoriale della città lagunare.
Anche i Vendramin e soprattutto la famiglia Grimani (che all'inizio del Settecento aveva monopolizzato l'intera, o quasi, industria degli spazi teatrali veneziani) fecero costruire altri teatri per le rappresentazioni dei comici dell'arte come il Teatro Santi Giovanni e Paolo nel sestiere periferico di Cannaregio, ma anche del San Moisè, del teatro San Luca e del Teatro Sant'Angelo costruiti sul Canal Grande, sintomo dell'importanza che i teatri a pagamento avevano acquistato all'inizio del Seicento non soltanto a Venezia.
La nascita dei teatri dette nuovo impulso all'arte dell'attore che da giocoliere di strada, saltatore di corda o buffone di corte che fosse cominciò a esibirsi in trame più complesse; per questo alcuni attori di strada cominciarono a strutturarsi in compagnie girovaghe: le "Fraternal Compagnie" dell'inizio si trasformarono in vere e proprie compagnie che partecipavano ai proventi di questa nuova industria.

## Dalla Commedia al Canovaccio
La recitazione assunse una nuova struttura e i testi da recitare si limitavano ad un canovaccio, dove veniva data una narrazione di massima indicativa di ciò che sarebbe successo sul palco. Su questo tratto dell'improvvisazione gli storici del teatro si sono spesso divisi: non per tutti l'improvvisazione era il tratto distintivo delle commedie degli Zanni, ma su questo era stata creata una mitologia dell'attore "puro" e completamente padrone dei suoi mezzi, tanto da non aver nessun bisogno di parti recitate.

### Le fonti iconografiche

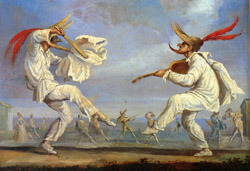
Jacques Callot, Danza di due Zanni

Forse il mito dell'improvvisazione proviene invece dalla scarsità di materiale e testi giunti fino a noi e dalla grande proliferazione di testimonianze iconografiche, che alle volte non sono che la testimonianza della diffusione di un'idea del comico dell'arte, piuttosto che una testimonianza dei testi recitati.
Ad esempio, tutti i riferimenti nei quadri di Watteau niente hanno a che fare con i veri e propri comici della commedia italiana in Francia, sono piuttosto un colto inserimento delle maschere all'interno delle scenette arcadico-galanti dei soggetti dei suoi dipinti. La stessa cosa si deve dire dei Balli di Sfessania di Jacques Callot, che rappresentano piuttosto le maschere del carnevale napoletano e i suoi Zanni e Capitani niente hanno a che vedere con dei veri e propri attori dell'arte.
Una delle prime testimonianze iconografiche riferibili sicuramente alla commedia dell'arte è la raccolta delle incisioni Fossard. Divisa in due parti separate, una raffigura i lazzi dei contrasti comici tra Magnifico e Zanni, l'altra è composta invece da incisioni riferite ad una rappresentazione teatrale con la comparsa di attori come Pantalone, Arlecchino, Zanni, il Capitano, Franceschina e gli Innamorati.
Probabilmente si trattava di foglietti pubblicitari di una compagnia comica per attirare spettatori, le didascalie sono in francese e questo fa pensare ad una compagnia che alla fine del Cinquecento ha lavorato in Francia, forse quella di Zan Ganassa chiamata a Parigi nel 1571 dal re Carlo IX o la compagnia dei Gelosi, che nello stesso anno erano in Francia per il battesimo di Charles-Henry de Clermont.
Ancora all'estero, nel castello di Landshut, in Bassa Baviera, un intero scalone è stato affrescato dal pittore italiano Alessandro Scalzi con scene della commedia dell'arte: sempre intorno agli anni settanta del Cinquecento, abbiamo infatti carteggi molto remoti di richiesta di compagnie comiche indirizzate dall'Imperatore Massimiliano II al Duca di Mantova, Guglielmo Gonzaga.
Più di recente, sempre in area germanica, il pittore-scenografo Ludovico Antonio Burnacini ha riprodotto in acquerelli le disgrazie di Pulcinella e i travestimenti di Arlecchino per i teatri di Vienna; lo stesso soggetto dei travestimenti di Arlecchino è stato dipinto su tela, nel numero di diverse decine di soggetti, dal pittore fiorentino Giovanni Domenico Ferretti.
Ci sono poi numerose incisioni nei testi che riportano canovacci di commedie, come quelle arlecchinesche del Teatro di Evaristo Gherardi, ritratti di comici ed altro ancora, oltre una vasta messe di raffigurazioni non ancora catalogate.

### Dai contrasti comici alla "Commedia ridicolosa"

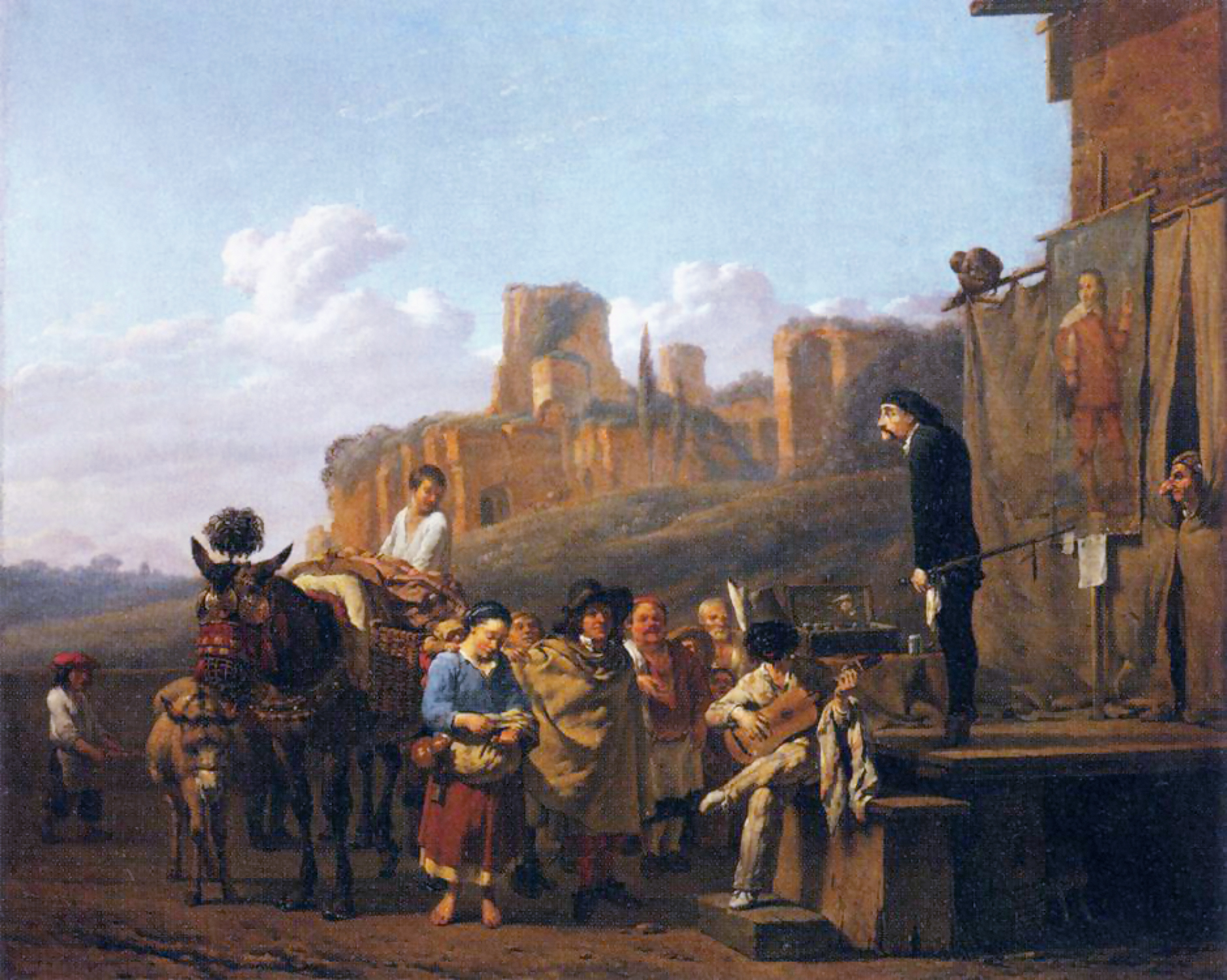
Karel Dujardin, Zanni, Scaramuccia e la ruffiana

Dalla strada provengono invece le forme embrionali dei soggetti comici, i cosiddetti duetti fra Magnifico e Zanni. Questi soggetti erano mutuati dalla grande produzione popolare iniziato anche a livello "culto" dalla grande scuola siciliana come nel caso dei Contrasti di Cielo d'Alcamo del XIII secolo. I contrasti comici facevano parte della tradizione giullaresca ed erano diffusi sia nelle piazze e nelle fiere che nei palazzi nobili e le corti sin dal Quattrocento.
Il passaggio dalla piazza al teatro avviene non senza l'influenza di certe commedie erudite del primo Cinquecento. È sbagliato dire che la commedia dell'arte proviene per filiazione dalle commedie in dialetto veneto e "alla villanesca" di Ruzante o dalla Mandragola di Niccolò Machiavelli, anche se i modelli plautini dei servi o del Miles gloriosus hanno influenzato non poco la struttura sia della commedia rinascimentale che di quella dell'arte.
Le commedie di Sforza degli Oddi (L'Erofilimachia ovvero il duello d'amore, et d'amicitia, Li morti vivi, e La prigione d'amore) risentono in maniera palese dei personaggi dell'arte e questa è forse la linea di confine tra l'erudito e il professionista che comunque non smise di esistere con l'avvento della commedia dell'arte; molti furono gli autori che continuarono nella tradizione della commedia cortigiana come Iacopo Cicognini e Giacinto Andrea Cicognini nel Seicento e Giovan Battista Fagiuoli tra la fine del secolo e l'inizio del Settecento.
Ancora nobili dilettanti furono gli autori e gli attori della Commedia ridicolosa, la versione cortigiana della commedia dell'arte che sostituì, in parte, quest'ultima dopo la partenza dei maggiori attori italiani verso nuovi lidi come Parigi, Vienna, la penisola iberica e la Moscovia mettendo in scena le maschere della commedia improvvisa.

## La struttura della commedia dell'arte

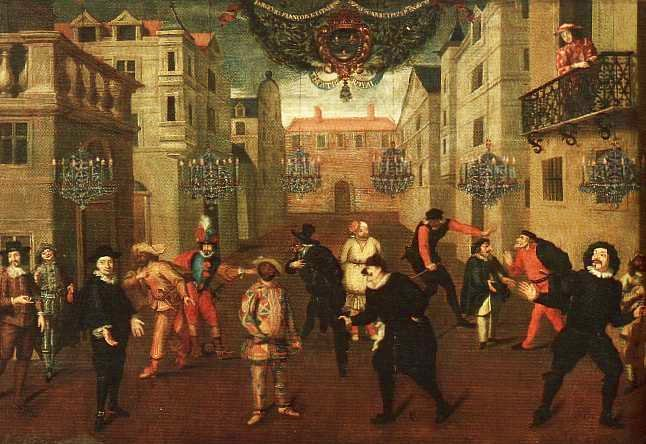
Commedianti italiani e francesi

In Italia, questo tipo di spettacolo sostituì tout court la commedia erudita del quattro-cinquecento, ma non soltanto questa: anche molte tragedie e pastorali, infatti, furono invase dalla presenza delle maschere.
Arlecchino e gli altri zanni si trasformavano, in queste occasioni, in servi del tiranno o pastori arcadici, portando sempre e comunque il loro spirito irriverente di buffoni di corte o quello dei poveri diavoli come già avevano fatto i giocolieri nelle sacre rappresentazioni medievali.
Goldoni riporta spesso nelle sue memorie alcuni lazzi, che nel Settecento ormai si erano consolidati, di zanni che agivano anche in tragedie sanguinarie come l'esempio di Belisario, dove Arlecchino, servo del generale bizantino caduto in disgrazia e accecato per gelosia dall'Imperatore Giustiniano, faceva camminare a colpi di bastone il suo padrone ormai cieco.
Oppure nella tragedia Il Rinaldo, tratto molto liberamente dai personaggi del poema di Torquato Tasso, Arlecchino servo del paladino protagonista, difende il castello di Montalbano con una padella con cui respinge l'assalto dei nemici.

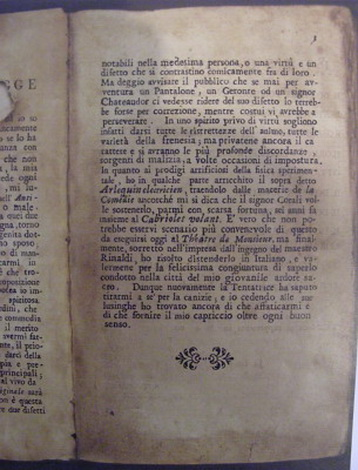
Canovaccio d’autore - fine del XVIII sec.

Goldoni, di fronte a questi inserimenti comici, inorridisce e li riporta nelle sue memorie soltanto per dimostrare la decadenza del teatro italiano all'inizio della sua carriera (intorno al 1730) e sostenendo la necessità di una riforma che sostituisca la vecchia struttura del teatro mascherato con un nuovo teatro più vicino al naturale e con personaggi senza maschere.
Esemplare in tal senso è il modo in cui egli racconta molti anni dopo l'evoluzione in "commedia di carattere" del celebre canovaccio “Arlecchino Elettrizzato” (Arlequin Electricien), originariamente ispirato ai primi esperimenti della “macchina scotente” di Luigi Galvani, e modificato sull'onda dei clamori suscitati dal collaudo del parafulmine, avvenuto a Parigi nel 1752.
Nonostante l'impegno teorico di Goldoni, la commedia dell'arte è ancora ben viva nel cuore degli spettatori suoi contemporanei tanto in Italia, dov'era nata, che nelle principali corti europee dov'era diffusa con nome di commedia italiana e rappresentava, insieme al melodramma, la fortuna dell'arte dello spettacolo italiano.
Nel 1750 Goldoni scrisse e fece rappresentare Il teatro comico, la sua commedia-manifesto, che metteva a confronto le due tipologie di teatro, quello dell'arte e la sua commedia “riformata”, cercando di far accettare sia alle compagnie che agli spettatori la novità di una commedia naturalistica che reggesse il passo con le novità del resto d'Europa come Shakespeare, che nel Settecento cominciò ad essere esportato anche fuori dall'Inghilterra grazie alla bravura di uno dei suoi più eccellenti interpreti di tutti i tempi: David Garrick, o le ultime commedie di Molière che, pur figlie spurie della commedia italiana, cominciavano un cammino d'identità propria che si sviluppò sino a Beaumarchais e alla commedia “rivoluzionaria” di Diderot. Ciò non toglie che ambedue gli autori, sia Molière che Shakespeare, abbiano sentito forte l'influsso dei commedianti italiani.
Molière, in particolare, è stato allievo di Tiberio Fiorilli in arte Scaramuccia, poi diventato Scaramouche, quindi con una filiazione diretta che si sente in commedie come: Don Giovanni e nel Il borghese gentiluomo (soltanto per fare gli esempi più famosi) e alcuni personaggi shakespeariani come: Stefano e Trinculo de La tempesta sono due zanni “all'italiana” dei quali usano gli stessi lazzi e battute e forse persino Falstaff rievoca la figura del Capitano vanaglorioso della commedia dell'arte.
Non si sa se Shakespeare vide mai una commedia dell'arte ma ne subì comunque il fascino, dato che il suo amico-avversario Ben Jonson, altro grande autore del teatro elisabettiano, mise in scena Il volpone la migliore versione inglese del teatro dell'arte all'italiana.

## La commedia dell'arte in Francia

### Le prime compagnie

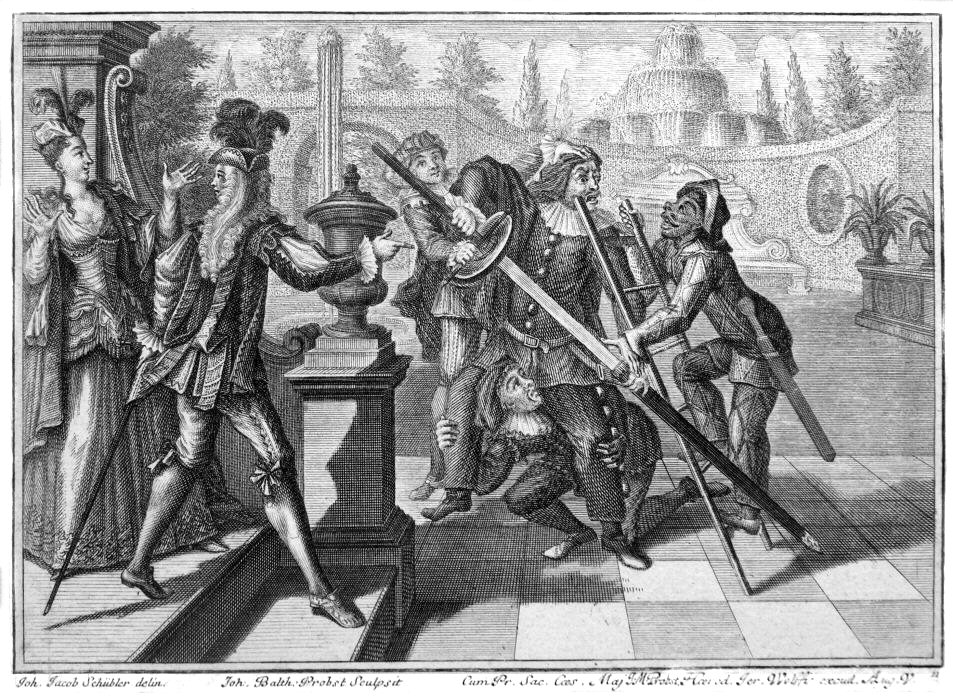
Commedia dell'arte con Arlecchino e il Capitano

La prima notizia che abbiamo di una compagnia comica italiana organizzata che ha avuto rapporti con la Francia è del 1571, quando i Gelosi furono chiamati in Francia per i festeggiamenti del battesimo di Charles-Henry de Clermont. Contemporaneamente, nell'ottobre dello stesso anno la Compagnia di Zan Ganassa si trovava alla corte di Carlo IX.
Nel 1572 la Compagnia del Duca di Mantova di Zan Ganassa è ancora a Parigi.
Nel maggio del 1576 i Gelosi vanno in Francia su richiesta del nuovo re: Enrico III.
Tuttavia, a legittimare la commedia dell'arte in Francia furono il sovrano Enrico IV di Borbone e la sua sposa, Maria de' Medici. Già nel dicembre del 1599 Enrico richiede al Duca di Mantova la Compagnia degli Accesi e l'Arlecchino Tristano Martinelli. Dopo le nozze con la regina Maria, celebrate anche da Rubens in una serie di sue famose tele, gli attori italiani cominciarono ad avere una frequentazione assidua della corte parigina, sia come singoli che come compagnie.
Nel 1603 i comici italiani prendono residenza al teatro dell'Hôtel de Bourgogne, gestito fino a quel momento dalla Confraternita della Passione a cui i comici pagavano l'affitto, mentre Isabella Andreini alloggiava presso la corte di Fontainebleau.
Ma fino al 1614, quando la compagnia di Giovan Battista Andreini e Tristano Martinelli prende in affitto per due mesi la sala dell'Hôtel de Bougogne, sempre più spesso adibito a teatro della Commedia Italiana al posto del piccolo teatro del Palais-Royal, non si può ancora parlare di una vera e propria commedia dell'arte francese.
←=== Il periodo d'oro ===
Nel corso del XVII e XVIII secolo l'emigrazione dei comici in Francia divenne un fatto endemico. Dal teatro degli Italiani nacquero anche dei grandi attori che illumineranno l'arte del recitare in Francia alla fine del XVIII secolo.
Fra gli esempi più importanti vi sono Madame de Clairon e Henri-Louis Kain, e da questo deduciamo l'importanza che la commedia dell'arte ha avuto sul teatro francese.
Che la commedia italiana fosse stata una specie di scuola teatrale è testimoniata dalla carriera di Molière, che apprese l'arte del recitare dallo Scaramouche Tiberio Fiorilli: fra le commedie del francese alcune conservano la struttura e i personaggi (gli zanni del Don Giovanni e del Borghese gentiluomo).
Nacquero a Parigi ed esclusivamente per il pubblico francese Pierrot, Scaramouche e Polichinelle. Ma fra tutti Arlecchino fin dagli inizi fu il personaggio preferito dai francesi; alcuni arlecchini come Dominique Biancolelli, Evaristo Gherardi, Carlo Bertinazzi e Tommaso Visentini lavorarono esclusivamente in Francia e inventarono nuove trame e canovacci per la Comedie Italienne, completamente sconosciuti in Italia.

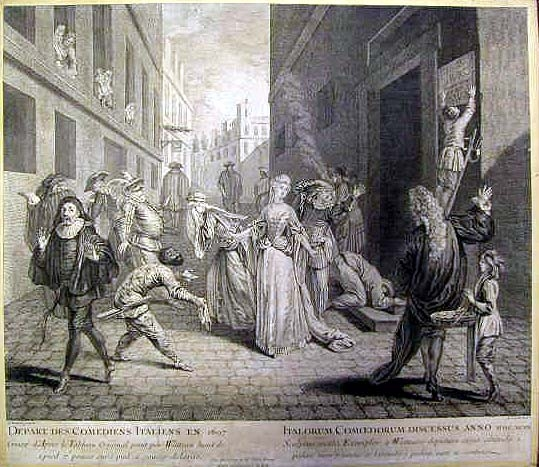
La cacciata dei comici italiani da Parigi (1697). Incisione di Louis Jacob da un quadro di Antoine Watteau.

Nacque così un repertorio adattato alla lingua francese e molti comici italiani si francesizzarono: nacquero delle famiglie di comici dell'arte francesizzate come i Riccoboni, i Biancolelli, gli Sticotti e i Veronese.
Nel 1697, durante la messinscena della commedia La fausse prude, ispirata alla figura di Madame de Maintenon moglie morganatica di Luigi XIV, il Mezzettino Angelo Costantini fece pesanti allusioni e le buffonerie dello Zanni non furono gradite dal sovrano che chiuse il Théâtre de la comédie italienne e cacciò i comici italiani.
Questi furono costretti ad emigrare in provincia e nei teatri della Foire che si tenevano ai confini della capitale.
In seguito, nel 1716, poiché il popolo, al contrario della corte, amava le commedie degli Italiani, e continuò a seguirle, il Teatro Italiano fu ripristinato anche a Parigi.

### Il ritorno dei comici a Parigi
Questa volta fu Luigi Riccoboni, in arte Lelio, a guidare la truppa del nuovo teatro parigino.
Riccoboni era una figura di attore-intellettuale lontana dall'obsoleta figura dell'attore italiano buffone di corte, infatti fu tra coloro che all'inizio del secolo volevano riformare il teatro italiano per portarlo al livello della Francia, dell'Inghilterra e della Spagna, quasi un Goldoni ante-litteram.
Riccoboni era amico di Scipione Maffei e mise in scena la sua tragedia Merope.
Riccoboni fu sensibile anche ad un recupero della commedia rinascimentale, rimise in scena La Lena di Ludovico Ariosto riscuotendo però scarso successo di pubblico.
In Francia, Riccoboni fu costretto dal pubblico, abituato agli arlecchini, a ritornare ai vecchi canovacci ed anche in questo il suo destino pare un'anticipazione di quello di Carlo Goldoni dopo il 1762.
Neanche la Rivoluzione francese scalfì il successo della Commedia dell'Arte, infatti anche dopo il 1789 essa non subì cambiamenti particolari e i comici continuarono a recitare le loro commedie, che influirono sul teatro francese ancora per anni.
Ma nel periodo del Terrore i giacobini proibirono i mascheramenti carnevaleschi per paura di attentati e spionaggio controrivoluzionario e anche le maschere della commedia dell'arte sparirono, anche se lo spirito rimase nei quadri di Watteau e nell'opera di Pierre de Marivaux e Pierre-Augustin Caron de Beaumarchais.

## Il canovaccio
I testi che ci sono giunti in forma di canovacci sono numerosi e coprono l'arco di due secoli, da quelli di Flaminio Scala del Teatro delle favole rappresentative, pubblicato nel 1611 ma di qualche decennio precedente visto che la messinscena de La Pazzia d'Isabella (presente anche in Flaminio Scala) della Compagnia dei comici Gelosi è testimoniata dalle cronache dei festeggiamenti del matrimonio tra Ferdinando II de' Medici e Cristina di Lorena del 1589.
L'ultima opera teatrale scritta e pubblicata sotto forma di canovaccio fu L'Amore delle tre melarance di Carlo Gozzi del 1761. Il Gozzi fu acerrimo nemico della riforma di Goldoni e sostenitore della Commedia dell'Arte seicentesca (scrisse, fra le altre la commedia Turandot che tanta fortuna avrà nel melodramma del secolo successivo), e lasciò L'Amore delle tre melarance stampato sotto forma di canovaccio, un evidente omaggio agli attori-drammaturghi dell'Età dell'oro della Commedia dell'Arte che lo avevano preceduto.

## Spazi teatrali e recitazione
Le scenografie erano molto semplici, con una piazza al centro del palcoscenico e due quinte praticabili sullo stile di quelle delle prime commedie del Cinquecento: alla metà del secolo vennero costruiti dei veri e propri spazi teatrali dedicati a questo genere teatrale.
Sorsero dunque, nelle principali città italiane, i Teatri degli Zanni dei quali sono rimasti alcuni esempi non più funzionanti come il Teatrino della Baldracca a Firenze, il Teatro di Porta Tosa a Milano e l'ancora funzionante San Carlino a Napoli.
A Parigi, che ospitò i comici dell'arte fin dal primo Seicento, le compagnie si esibivano all'Hotel de Bourgogne e in seguito nei Teatri della Foire.

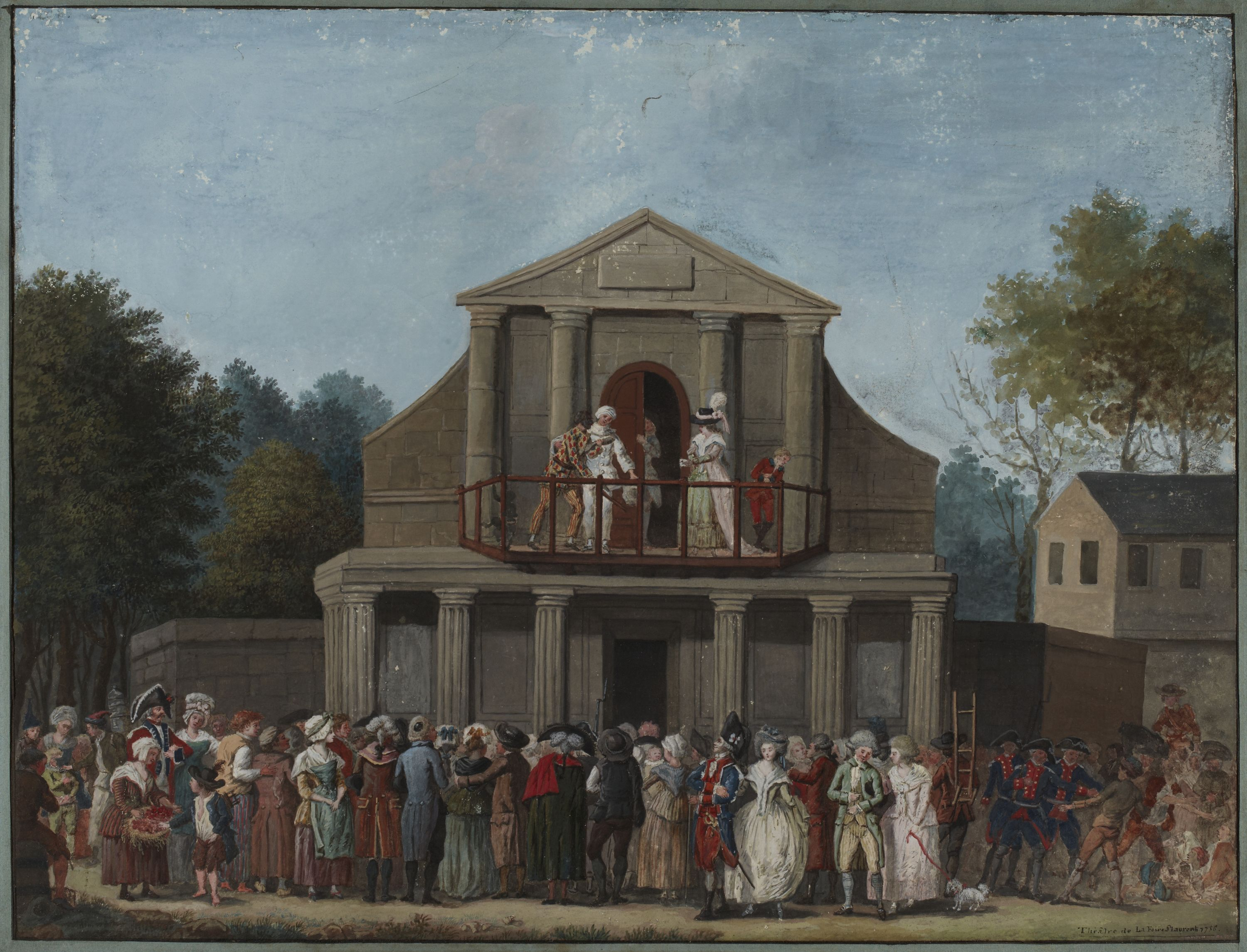
Teatro della Foire Saint Laurent

Secondo una ricostruzione di Siro Ferrone le principali tappe dei maggiori circuiti teatrali italiani all'inizio del XVII secolo delle compagnie di giro erano:
- Ducato di Savoia: Chambéry, Novalesa, Torino, Vercelli
- Marchesato del Monferrato: Casale
- Ducato di Milano: Milano, Pavia
- Repubblica di Venezia: Brescia, Verona, Vicenza, Padova, Treviso, Venezia, Chioggia
- Principato vescovile di Trento: Trento
- Ducato di Mantova: Mantova
- Ducato di Parma: Parma, Piacenza
- Ducato di Modena: Modena, Mirandola, Reggio Emilia
- Ducato di Ferrara (fino al 1598): Ferrara, Francolino (oggi piccola frazione di Ferrara)
- Repubblica di Lucca: Lucca
- Granducato di Toscana: Livorno, Pisa, Firenze, Siena
- Stato Pontificio: Bologna, Bolsena, Viterbo, Roma, Ancona, Loreto
- Ducato di Urbino: Pesaro, Fano
- Regno di Napoli: Capua, Napoli, Salerno
- Regno di Sicilia: Palermo, Messina

## Moderna commedia

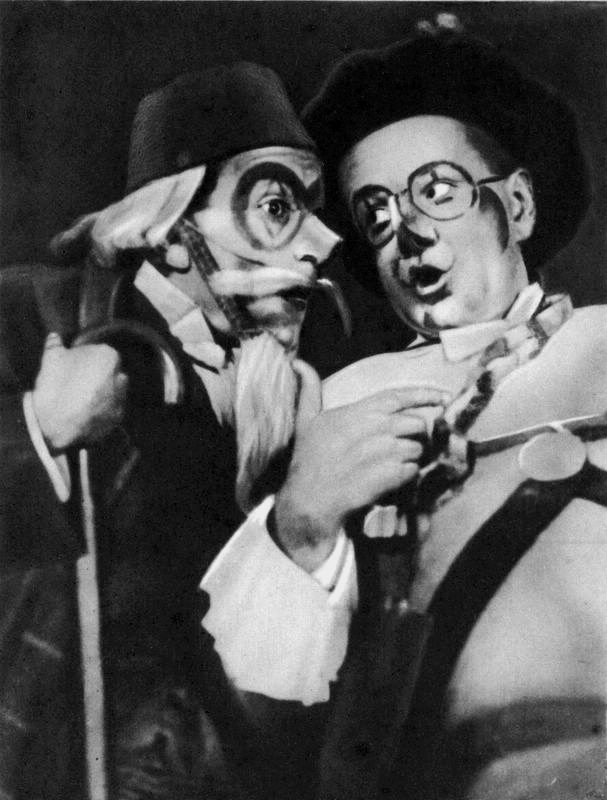
Pantalone e Tartaglia della Turandot di Carlo Gozzi, regia di Evgenij Bagrationovič Vachtangov (1922)

La]fortuna della commedia dell'arte riprende nell'ambito delle avanguardie teatrali del Novecento come mito di riferimento di una "Età dell'Oro" dell'attore.
A partire dai registi russi Mejerhold e Vachtangov passando attraverso il francese Jacques Copeau e l'austriaco Max Reinhardt si arriva alla grande intuizione di Giorgio Strehler che nel 1947 ne fece una bandiera della rinascita della cultura italiana dopo la guerra con il celebre allestimento di Arlecchino Servitore di due Padroni che ha visto nel tempo protagonisti del ruolo di Arlecchino Marcello Moretti, Ferruccio Soleri e attualmente Enrico Bonavera.

Il lavoro di Giorgio Strehler ha trovato spunto dalle ricerche di Ludovico Zorzi e Gianfranco De Bosio al CUT di Padova, a cui si erano affiancati l'Arte plastica di Amleto Sartori per lo studio, la ricerca e la creazione di maschere originali, e Jacques Lecoq, mimo e pedagogo a cui si deve lo studio posturale, cinesico e gestuale dei vari caratteri.

Il figlio di Amleto, Donato Sartori, – creatore a sua volta delle maschere del 'Servitore di due Padroni' – ha fondato e diretto insieme all'architetto Paola Piizzi e lo scenografo Paolo Trombetta un'associazione culturale e pluridisciplinare  chiamata Centro Maschere e Strutture Gestuali, ad Abano Terme (PD); punto di riferimento e scuola per tutti coloro che si interessano e si avvicinano all'Arte della Maschera.
Altro grande riscopritore della commedia dell'arte fu Giovanni Poli, regista fondatore della compagnia e scuola di teatro a l'Avogaria di Venezia, recuperò e riscrisse partiture teatrali del Cinquecento, mettendo in scena tra i tanti spettacoli, soprattutto la celebre "Commedia degli Zanni" rappresentata poi in tutto il mondo dalla stessa compagnia e per la quale Poli ottenne il prestigioso Premio per la migliore regia al Festival del Thèatre des Nations a Parigi nel 1960.
Negli anni 1960 Dario Fo, grazie al sodalizio con Franca Rame, figlia di una famiglia di commedianti itineranti che possedevano ancora vecchi canovacci, ebbe la fortuna di poter studiare tali documenti, di verificare la loro efficienza e di adattarli alle nuove esigenze, creando una serie di commedie e di monologhi tra cui Mistero buffo.
Negli anni 1980, a seguito del grande successo della reinvenzione del carnevale di Venezia da parte di Maurizio Scaparro, la commedia dell'arte italiana ritrovò successo in tutto il mondo con la famiglia Carrara e il Tag di Venezia diretto da Carlo Boso. Grazie alla parallela attività di formatore, diverse compagnie di commedia dell'arte si formano in base agli insegnamenti di Carlo Boso. Tra queste vale la pena ricordare, in Italia, l'Associazione Luoghi dell'Arte di Roma, le compagnie Teatroimmagine e Pantakin da Venezia, il TeatroVivo di Cotignola e il Carro dei Comici di Pesaro.
Negli anni 1990 Claudia Contin Arlecchino e il regista Ferruccio Merisi danno vita a Pordenone ad una nuova scuola di Commedia dell'Arte. La loro ricostruzione del linguaggio fisico e vocale dei personaggi in maschera e la messa a punto delle tecniche di improvvisazione e composizione scenica hanno forti connotazioni iconografiche e importanti connessioni con i grandi teatri formalizzati del mondo.
La commedia dell'arte ha in qualche modo dato vita alla moderna commedia cinematografica Slapstick (vedi anche Battacio).
La commedia dell'arte viene rappresentata in lingua tedesca in Germania dal Teatro d'Arte Scarello di Gian Andrea Scarello ed Anita Steiner.
Ma è in strada che il mestiere di "Dar Commedia", ritrova la sua originaria forza "prototeatrale", assumendo caratteri assolutamente innovativi, attraverso quel processo di unificazione di circo clownesco e teatro, che va sotto il nome di "Arte di Strada".

## Le maschere
L'artigianato della maschera da commedia riprende vita nel Novecento a ridosso dell'esperienza strehleriana. Amleto Sartori, scultore, re-inventa la tecnica di costruzione della maschera in cuoio su stampo di legno.
La maschera, che insieme al costume caratterizza fortemente lo stile di recitazione, viene spesso ad essere sinonimo stesso di personaggio. Le maschere più celebri della commedia dell'arte, alcune divenute maschere regionali, sono:
| Immagine | Nome                                                     | Descrizione | Zona            |
| -------- | -------------------------------------------------------- | --- | --------------- |
|          | Arlecchino                                               | Servo imbroglione, perennemente affamato. | Bergamo         |
|          | Balanzone                                                | Conosciuto anche come il Dottore, è un personaggio serioso e presuntuoso. | Bologna         |
|          | Beltrame                                                 | È una maschera nata nel Cinquecento. | Milano          |
|          | Brighella                                                | Spesso nei panni di "primo Zanni", è il servo furbo, in contrapposizione con il "secondo Zanni", Arlecchino. | Bergamo         |
|          | Il Capitano                                              | Militare spaccone e buffonesco, simile al "Miles gloriosus" plautino fra i Capitani più celebri ci sono Capitan Spaventa, Capitan Matamoros, Capitan Rodomonte e Capitan Cardone. | Italia          |
|          | Cassandro                                                | Maschera di "vecchio", come Pantalone, e ha caratteristiche simili a quest'ultimo. | Siena           |
|          | Colombina                                                | Servetta. Fa spesso coppia con Arlecchino e le sue doti sono: la malizia, una certa furbizia e il senso pratico. | Venezia         |
|          | Coviello, Cetrullo Cetrulli, Ciavala, Gazzo o Gardocchia | Ha avuto ruoli diversi, dal servo sciocco al padre di famiglia. | Napoli          |
|          | Frittellino                                              | Primo Zanni | Ferrara         |
|          | Galbusera                                                | Maschera di fine Ottocento. | Monza           |
|          | Gioppino                                                 | Raffigurato con tre gozzi. | Bergamo         |
|          | Gianduja                                                 | Maschera popolare. | Asti, Torino    |
|          | Giangurgolo                                              | Con un naso enorme, cosa che in parte lo accomuna agli Zanni. | Calabria        |
|          | Gironi                                                   | Padre di Gianduja. | Cuneo           |
|          | Meneghino                                                | La sua fama è dovuta in gran parte alle commedie di Carlo Maria Maggi. | Milano          |
|          | Mezzettino                                               | Zanni furbo e imbroglione. | Verona/Francia  |
|          | Pantalone                                                | O il Magnifico, è un anziano mercante, entra spesso in competizione con i giovani nel tentativo di conquistare qualche giovane donna. | Venezia         |
|          | Peppe Nappa                                              | Mangione e scaltro, riesce sempre a tirarsi fuori da ogni impiccio. | Sicilia         |
|          | Pierrot, o Pedrolino                                     | Nasce come Zanni modificandosi poi nel famoso personaggio romantico grazie al mimo Jean-Gaspard Debureau. | Francia         |
|          | Pulcinella                                               | In versione francese Polichinelle e in quella inglese Punch, è forse la più famosa per riconoscibilità e per caratteristiche caratteriali e comportamentali. Servo spesso malinconico, mescola le caratteristiche del servo sciocco con una buona dose di saggezza popolare. | Napoli          |
|          | Rosaura                                                  | Figlia adorata di Pantalone, abita a Venezia in un palazzo bellissimo. La ragazza è molto chiacchierona, abbastanza irascibile, gelosa, vanitosa ed innamorata di Florindo. Il suo amore, però, è contrastato dal padre che vede in Florindo solo un nobile cavaliere senza denari. Spesso Rosaura, con la complicità di Colombina, invia di nascosto, all'amato, le sue lettere d'amore.              | Venezia         |
|          | Scaramuccia (Scaramouche)                                | Entra nel novero dei Capitani. | Italia/Francia  |
|          | Scapino                                                  | Maschera resa popolare da Molière, compare quasi sempre con uno strumento musicale. | Francia         |
|          | Stenterello                                              | Ebbe molta fortuna in Toscana tra la fine del Settecento e tutto il secolo successivo. | Firenze         |
|          | Tabarrino                                                | Successivamente diffusosi con il nome di Tabarin. | Venezia/Francia |
|          | Tartaglia                                                | Mezzo cieco e balbuziente, entra tra il numero dei "vecchi" spesso nel ruolo del notaio. | Genova          |
|          | Truffaldino                                              | Secondo Zanni settecentesco, molto simile ad Arlecchino. Compare nell'opera di Carlo Goldoni Il servitore di due padroni. | Venezia         |
|          | Zanni                                                    | È la più antica maschera del servo, da cui si sono originati nel tempo molti altri personaggi. Nel Seicento il suo ruolo si sdoppiò nel "primo Zanni", furbo e maneggione, e il "secondo Zanni", spesso più sciocco e pasticcione, caratterizzato dai lazzi e dalle acrobazie. Uno degli Zanni più celebri fu Alberto Naselli detto Zan Ganassa, capocomico della prima compagnia del Duca di Mantova. | Veneto          |

## Gli attori e le Compagnie

### Compagnia di Ser Maphio
Il primo esempio di una compagnia di comici professionisti fu quella che nel 1545 stese un contratto davanti a un notaio di Padova, la cosiddetta Compagnia di Ser Maphio; questa era una fraternal compagnia formata da:
- Maffeo del Re [Ser Maphio], detto Zanin
- Vincenzo da Venezia
- Francesco de la Lira
- Geronimo da San Luca
- Giandomenico Rizzo o detto Rizzo
- Giovanni da Treviso
- Tofano de Bastian
- Francesco Moschini.

Come si vede nessuna donna faceva parte della compagnia poiché salirono alla ribalta soltanto con le grandi compagnie della fine del XVI secolo. Di questa compagnia non ci è dato di sapere molto altro ma rimane la prima testimonianza conosciuta di attori che si riuniscono dandosi un regolamento e un riconoscimento anche legale.
In seguito anche i maggiorenti delle città e i nobili cominciarono a chiamare queste compagnie per sollazzare le corti. Con l'andare del tempo, esse divennero gruppi di professionisti alle dipendenze dei vari principi e duchi italiani.
In particolare la corte dei Gonzaga assoldò, fin dalla metà del Cinquecento, la Compagnia comica di Zan Ganassa che divenne quella ufficiale della corte di Mantova.

### Compagnia dei Gelosi
La compagnia più famosa, fra quelle antiche, fu la Compagnia dei Gelosi, già strutturata alla fine del Cinquecento, tanto da diventare il modello della compagnia dei 50 canovacci dell'arte di Flaminio Scala.
Questa compagnia era formata da due vecchi: Pantalone e Graziano (antico nome del Dottore bolognese), due coppie d'innamorati, due zanni: Pedrolino (primo zanni) e Arlecchino (secondo zanni); infine c'erano le cosiddette parti mobili cioè che non sempre erano indispensabili alla trama come il Capitan Spavento, la Servetta (che poi assumerà il nome di Colombina) e la ruffiana.
Nei Gelosi si distinsero il capocomico Francesco Andreini in arte Capitan Spaventa dalla Valle Inferna, sua moglie Isabella, Ludovico de' Bianchi come il Dottore, l'innamorata Vittoria Piissimi e il Pantalone Giulio Pasquati.

### Compagnia dei Desiosi
Certo gli attori comici come tutti i professionisti cambiavano spesso compagnia a seconda del salario o del principe che li rappresentava.
Un'altra compagnia molto famosa della fine del Cinquecento fu quella di Diana Ponti dove lavorò anche Alberto Naselli in arte Zan Ganassa che fu chiamata Compagnia dei Desiosi.

### Compagnia degli Accesi
La Compagnia degli Accesi, una delle prime compagnie al servizio del Duca di Mantova, inizialmente era guidata dal capocomico Pier Maria Cecchini in arte Frittellino, primo zanni, uno degli attori più prolifici della commedia dell'arte. Anche la moglie Orsola Cecchini, innamorata con il nome di Flaminia era negli Accesi, insieme a Francesco Gabrielli (Scappino), Giacomo Braga (Pantalone), Girolamo Garavini (Capitan Rinoceronte), Jacopo Antonio Fidenzi (Cinzio) e per un certo periodo anche l'Arlecchino Tristano Martinelli lavorò in questa compagnia e venne nominato capocomico della compagnia per volere del duca.

### Compagnia dei Confidenti
Nel 1612 i Medici, attraverso Don Giovanni de' Medici (1567-1621) figlio naturale del Granduca Cosimo I e Leonora degli Albizi, ebbero al loro servizio una compagnia dell'Arte, la Compagnia dei Confidenti, che tra gli altri annoverava:
- Flaminio Scala (Flavio)
- Domenico Bruni (Fulvio)
- Nicolò Barbieri (Beltrame)
- Salomè Antonazzoni (Valeria)
- Marc'Antonio Romagnesi (Pantalone)
- Ottavio Onorati (Mezzettino)

### Compagnia dei Fedeli
Ancora al servizio del Duca di Mantova era la Compagnia dei Fedeli dove spiccava il nome di Giovan Battista Andreini figlio di Francesco e Isabella dei comici Gelosi.
Ed anche:
- Virginia Ramponi (Florinda)
- Girolamo Caraffa (Gonnella)
- Federico Ricci (Pantalone)
- Silvio Fiorillo (Capitan Matamoros-Pulcinella)
- Giovan Battista Fiorillo (Trappolino-Scaramuccia)
- Virginia Rotari (Lidia)

### Compagnia degli Uniti
Infine va citata fra le prime compagnie dell'arte la Compagnia degli Uniti con:
- Giovanni Pellesini (Pedrolino)
- Valentino Cortisei (Capitan Cardone)
- Giovan Paolo Fabri (Flaminio)
- Battista da Treviso (Franceschina)
- Girolamo Salimbeni (Piombino)
- Tristano Martinelli (Arlecchino).

### Comici della Comedia Italiana
Altri attori divennero famosi in seguito, da quelli italiani (come Pietro Cotta e Luigi Riccoboni) ai comici passati in Francia, fra i quali spiccarono:
- Dominique Biancolelli (Arlecchino)
- Pierre François Biancolelli (Trivelino e poi Arlecchino)
- Carlo Cantù, in arte Buffetto
- Jacoma Antonia Camilla Veronese (Camilla)
- Anne-Marie Veronese (Corallina)
- Evaristo Gherardi (Arlecchino)
- Tiberio Fiorilli in arte Scaramouche
- Angelo Costantini (Mezzettino)
- Giovanni Battista Costantini (Cintio e Ottavio)
- Tommaso Visentini (Arlecchino)
- Michelangelo Fracanzani (Polichinelle)
- Carlin Bertinazzi (Arlecchino)
- Carlo Veronese (Pantalone)
- Giuseppe Geratoni (Pierrot)
- Domenico Locatelli (Trivellino)
- Fabio Sticotti (Pantalone)

Per altri attori di seconda generazione è difficile poterli inserire nella drammaturgia italiana tanto si francesizzarono.
Fra i comici dell'arte che lavorarono con il giovane Carlo Goldoni nella compagnia Medebach si devono citare almeno:
- Cesare D'Arbes (Pantalone)
- Antonio Sacco (Truffaldino)
- Attanasio Zannoni (Brighella)
- il capocomico Girolamo Medebach e la servetta
- Zanetta Farussi madre del più celebre Giacomo Casanova.

## Gli scenari e le commedie
Ad oggi sono stati raccolti molti scenari (o canovacci) della commedia dell'arte, ma anche diverse commedie scritte per esteso, pubblicate dai più celebri attori, evidentemente furono scritte per lasciare una, seppur parziale, testimonianza della loro drammaturgia.

### Gli scenari
- I 50 canovacci del Teatro delle Favole rappresentative di Flaminio Scala.
- Gli scenari di Basilio Locatelli, "Scenari della scena de soggetti comici et tragici".
- Gli scenari corsiniani, "Scenarii. Raccolta di scenari più scelti d'istrioni in due volumi".
- La raccolta di 176 scenari del conte di Casamarciano.
- Le Opere Regie di Ciro Monarca della Biblioteca Casanatense di Roma (già di proprietà di Benedetto Croce).
- Gli scenari della Biblioteca Magliabechiana di Firenze.
- Gli scenari di Placido Adriani:
- L'innamorata scaltra
- Li due Pulcinella simili
- Gli imbrogli
- La pietra incantata
- Pulcinella finto prencipe
- Pulcinella medico a forza

### Le commedie dei comici dell'arte
- Bernardino Lombardi, L'alchimista.
- Margherita Costa, Li buffoni.
- Pier Maria Cecchini, La Flaminia schiava e L'amico tradito.
- Niccolò Barbieri, L'inavvertito.
- Flaminio Scala, Il finto marito.
- Anonimo (forse Flaminio Scala), Il Postumio.
- Silvio Fiorillo, La Lucilla costante e Li tre capitani vanagloriosi.
- Giovan Battista Andreini, Lo schiavetto, Le due commedie in commedia, La Florinda, La turca e La Venetiana.
- Fabrizio De Fornaris, Angelica.
- Vincenzo Belando, Gli amorosi inganni.

## Repertori e Zibaldoni

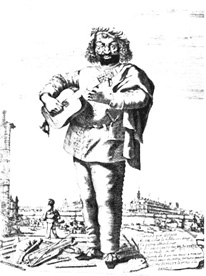
Stefano della Bella, Ritratto di Carlo Cantù in arte Buffetto

- Carlo Cantù, Cicalamento in canzonette ridicolose, o vero Trattato di matrimonio tra Buffetto, e Colombina comici. In Fiorenza: nella Stamperia d'Amador Massi, 1646.
- Tristano Martinelli, Composition de réthorique, Lione, 1601.
- Nicolò Barbieri, La supplica: discorso famigliare di Nicolò Barbieri detto Beltrame diretta à quelli che scriuédo, ò parlando trattano de Comici trascurando i meriti delle azioni uirtuose. Lettura per què galanthuomini che non sono in tutto critici, ne affatto balordi. - in Venezia, per Marco Ginammi, l'anno 1634.
- Pier Maria Cecchini, Frutti delle moderne comedie, et avisi a chi le recita, Padova, Guareschi, 1628
- Pier Maria Cecchini, Lettere facete e morali di Pier Maria Cecchini nobile ferrarese, tra comici detto Frittellino; et alcuni breui discorsi intorno le comedie, comedianti, e spettatori dell'istesso; Con doi tauole, l'vna delle materie, l'altra de motti, argutie, e concetti gratiosi tra queste sparsi. - Di nouo reuiste, corrette, ampliate e ristampate. - In Venetia, appresso Antonio Pinelli, 1622
- Atanasio Zannoni, Generici brighelleschi consistenti in sortite di scena, discorsi di bravura, motti satirici, proverbi, sentenze, dialoghi, alfabeti estratti da varj comici autori particolarmente dal rinomato Atanasio Zanone per uso della commedia italiana, Carrara, [s.d.]
- Andrea Perrucci, Dell'arte rappresentativa premeditata, ed all'improvviso parti due: giovevole non solo à chi si diletta di rappresentare; ma a' predicatori, oratori, accademici e curiosi. - In Napoli, nella nuova stampa di Michele Luigi Mutio, 1699
- Aniello Soldano, Fantastiche, et ridicolose etimologie recitate in Comedia da Aniello Soldano detto Spacca Strummolo napolitano, &c. - In Bologna, per Vittorio Benacci, 1610
- Atanasio Zannoni, Raccolta di vari motti arguti, allegorici e satirici ad uso del teatro / di Atanasio Zannoni comico. - In Padova, presso Gio: Antonio Conzatti, 1789
- Gian Domenico Ottonelli, Della christiana moderatione del theatro. Libro quarto detto L'ammonitioni a' recitanti, per avvisare ogni christiano a moderarsi da gli eccessi nel recitare, Firenze, Bonardi, 1652
- Isabella Andreini, Lettere / d'Isabella Andreini padouana, comica Gelosa et Academica Intenta nominata l'Accesa. - In Venetia, appresso Marc'Antonio Zaltieri; ad instantia di Gieronimo Bordon, 1607
- Francesco Andreini, Le brauure del Capitano Spauento di Francesco Andreini da Pistoia Comico Geloso diuise in molti ragionamenti in forma di dialogo. - In Venetia, appresso Giacomo Antonio Somasco, 1607
- Giovan Battista Andreini, La ferza: ragionamento secondo contra l'accuse date alla commedia. - [Parigi], per Nicolao Callemont, 1625
- Francesco Andreini, Ragionamenti fantastici posti in forma di dialoghi rappresentativi. Venezia, Somasco, 1612
- Luigi Riccoboni, Histoire du théatre italien Forni, stampa 1969 - Rist. anastatica dell'edizione Parigi, 1728

## Altre opere
- Anton Francesco Grazzini detto il Lasca, Rime zannesche
- Giulio Cesare Croce, Cavalcata di varij lenguazi
  - Sogno del Zani
  - Dispute fra Cola et Arlechino
  - Vanto ridicoloso del Trematerra
  - La gran vittoria di Pedrolino contra il Dottor Gratiano Scatolone

### Biografie di comici
- Francesco Saverio Bartoli, Notizie Istoriche de' comici italiani che fiorirono intorno all'anno MDC fino ai giorni presenti, Padova Conzatti, 1782, 2 voll.
- Luigi Rasi, I comici italiani. Biografia, bibliografia, iconografia, Firenze, Bocca, 1897 - 2 voll.